# Oleh Twerdochleb
Oleh Twerdochleb (ukrainisch Олег Твердохлеб; * 3. November 1969 in Dnipropetrowsk; † 20. September 1995 ebenda) war ein ukrainischer Leichtathlet.
Er wurde bei den Europameisterschaften 1994 in Helsinki Europameister über 400 Meter Hürden. 
1995 starb er in Dnepropetrowsk nach einem Stromschlag, als er bei feuchter Witterung eine elektrische Leitung auf seinem Dach reparieren wollte.